# كثرة الصفيحات الأولية
كثرة الصفيحات الأولية أو الأساسية (بالإنجليزية: Essential thrombocytosis أو essential thrombocythemia أو essential thrombocythaemia أو primary thrombocytosis)‏ هو اضطراب دموي مزمن نادر يمتاز بفرط إنتاج الصفيحات الدموية بواسطة الخلايا النواء في نخاع العظم. وقد يتطور في حالات نادرة إلى ابيضاض الدم النقوي الحاد أو تليف نقوي. وهو واحد من أربعة أمراض مصنفة على أنها أمراض تكاثر نقوي.

## العلامات والأعراض
لا يعاني معظم المصابين بكثرة الصفيحات الأساسية من أي أعراض عند التشخيص. يشخص المرض عادةً بعد ملاحظة ارتفاع مستوى الصفيحات الدموية خلال معايرة روتينية لتعداد الدم الكامل. تتضمن الأعراض الشائعة ما يلي: النزيف (بسبب اختلال وظائف الصفيحات الدموية) والخثرات الدموية (كالخثار الوريدي العميق أو الانصمام الرئوي) والتعب والصداع والغثيان والتقيؤ والأم البطني واضطرابات الرؤية والدوخة والإغماء وخدر الأطراف. بينما تتضمن العلامات الشائعة: زيادة عدد خلايا الدم البيضاء وانخفاض عدد خلايا الدم الحمراء وتضخم الطحال.

## السبب
في كثرة الصفيحات الأساسية، تكون الخلايا كبيرة النواة أكثر حساسية لعوامل النمو. تتفعل الصفيحات الدموية المشتقة من الخلايا كبيرة النواة غير الطبيعية، لتساهم مع ارتفاع عدد الصفيحات الدموية في زيادة خطر تكون خثرات دموية. ترجع احتمالية النزيف المتزايدة، عندما يزيد عدد الصفيحات الدموية عن المليون، إلى انفصال عامل فون ويلبراند نتيجة زيادة كتلة الصفيحات الدموية؛ أي يؤدي ذلك إلى اضطراب التصاق العامل بالصفيحات. تشاهد طفرة فالين 617 فينيل آلانين في الجانوس كيناز 2 في 40-50% من الحالات، وتعتبر مشخصة للمرض في حال وجودها. يصنف الجانوس كيناز 2 ضمن عائلة الجانوس كيناز.
في عام 2013، اكتشفت مجموعتان طفرات في الكالريتيكولين لدى غالبية مرضى كثرة الصفيحات الأساسية والتليف النقوي الأساسي غير الحاملين لطفرات في الجانوس كيناز 2 وبروتين ابيضاض الدم التكاثري النقوي؛ ولهذا تحتل طفرات الكالريتيكولين المرتبة الثانية في قائمة أشيع الطفرات المسببة للأمراض التكاثرية النقوية. تؤثر جميع الطفرات (الغرز أو الحذف) على آخر إكسون، ما يؤدي لطفرة انزياح إطار في البروتين الناتج. يقود ما سبق لتشكل ببتيد طرفي جديد، ويسبب خسارة إشارة تسلسل KDEL المختزن في الشبكة الإندوبلازمية.